# Paus Formosus
Formosus (Ostia, ca. 816 - Rome, 4 april 896) was paus van 6 oktober 891 tot 4 april 896.
In 864 werd hij tot bisschop van het bisdom Portus gewijd. Tijdens een aantal reizen die hij ter promotie van de Rooms-Katholieke Kerk door onder meer Bulgarije (zie: Boris I), Frankrijk en Duitsland maakte, liet hij zich kennen als een groot diplomaat. Tijdens de Synode van 869 bleek hij een invloedrijke figuur.
Formosus leefde in een tijd waarin de macht die met het pausschap gepaard ging, grote wedijver onder geestelijken tot gevolg had. Door paus Johannes VIII werd de talentvolle Formosus kennelijk als een bedreiging gezien. Hij ontzette hem uit zijn ambt op beschuldiging van onder andere verraad, het ongeoorloofd verlaten van zijn bisdom en openlijke hang naar het pausschap. Johannes' opvolger Marinus I vond het kennelijk politiek opportuun om deze beslissing ongedaan te maken.
In 891 werd Formosus zelf tot paus gekozen. Dankzij zijn diplomatieke talent verbeterde hij de relaties tussen Rome en Constantinopel. Tevens droeg hij bij aan de versterking van het christendom in Noord-Europa.
Formosus heeft tijdens zijn pausschap weerstand geboden aan de hertog van Spoleto, Guido van Spoleto.

## De kadaversynode

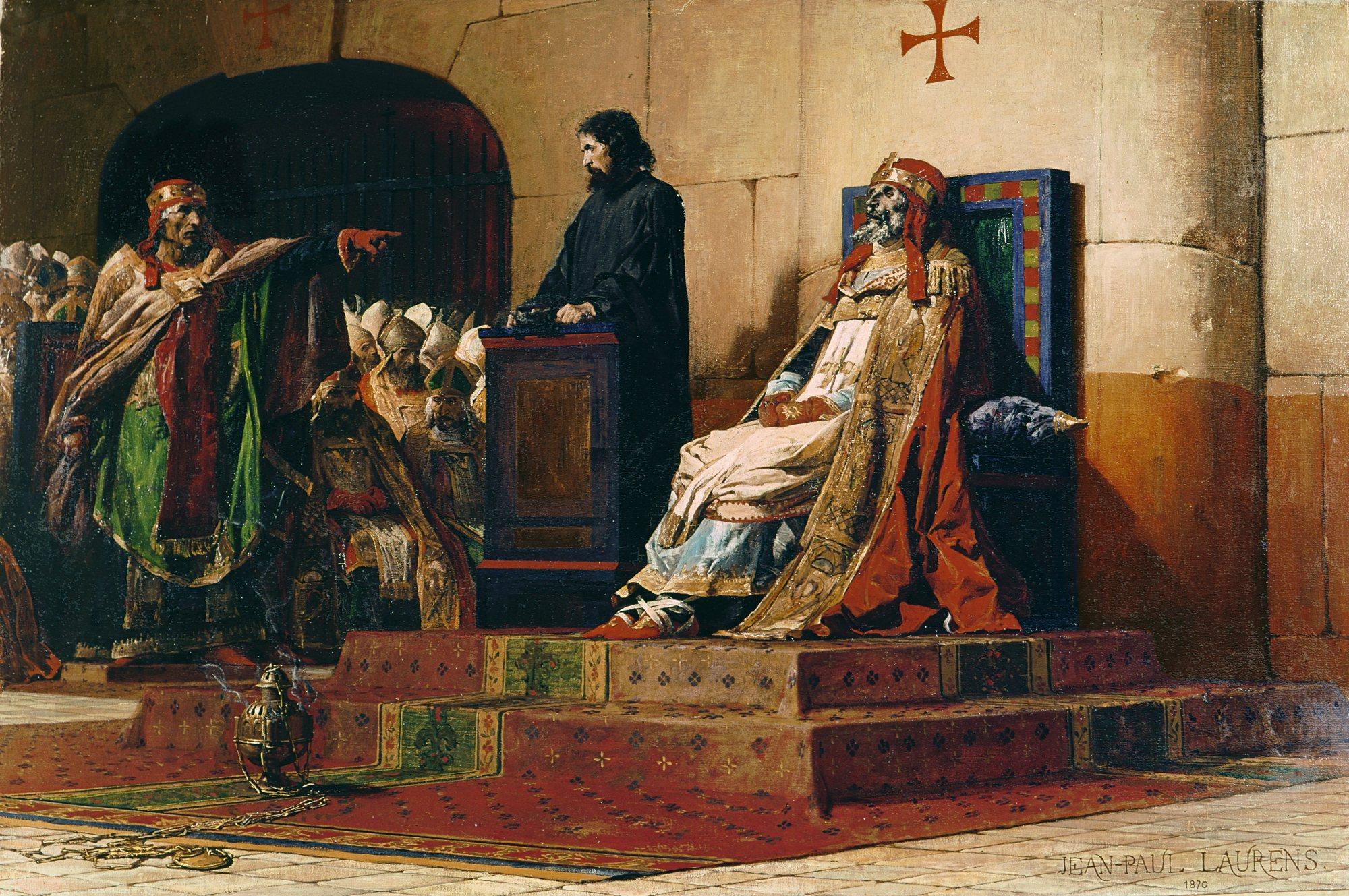
Paus Stefanus VI (VII) (links) en de dode paus Formosus tijdens de Kadaversynode
(1870), Jean-Paul Laurens, Musée d'Arts de Nantes

Zijn lichaam werd een jaar na zijn dood op bevel van paus Stefanus VI (VII) opgegraven om te worden berecht tijdens een schijnproces dat de geschiedenis in zou gaan als de Kadaversynode.
Formosus' officiële daden als paus werden tijdens de Kadaversynode ongeldig verklaard. De drie vingers van zijn rechterhand waarmee hij wijdingen had verricht, werden afgehakt. Zijn lichaam werd opnieuw begraven, vervolgens nogmaals opgegraven en in de rivier de Tiber gegooid. Een kluizenaar haalde het daaruit en begroef het weer. Stefanus' opvolger Paus Theodorus II groef het lichaam later opnieuw op en liet het in de Sint-Pieterskerk bijzetten.
Cursief: tegenpaus